# Danh sách cầu thủ tham dự Cúp bóng đá Trung Mỹ 1995
Đây là danh sách các đội hình tham dự Cúp bóng đá Trung Mỹ 1995 ở San Salvador, El Salvador, từ 29 tháng 11 đến 10 tháng 12 năm 1995.

## Bảng A

### Belize
Huấn luyện viên: Winston Michael

### Costa Rica
Huấn luyện viên: Toribio Rojas
| Số | Vt | Cầu thủ            | Ngày sinh (tuổi) | Số trận | Câu lạc bộ |
| -- | -- | ------------------ | ---------------- | ------- | ---------- |
|    | TM | Erick Lonnis       |                  |         |            |
|    | TM | Marvin Solórzano   |                  |         |            |
|    | HV | Austín Berry       |                  |         |            |
|    | HV | Pablo Chinchilla   |                  |         |            |
|    | HV | Evaristo Contreras |                  |         |            |
|    | HV | Reynaldo Parks     |                  |         |            |
|    | HV | Alexánder Madrigal |                  |         |            |
|    | HV | Mauricio Montero   |                  |         |            |
|    | HV | Carlos Ulate       |                  |         |            |
|    | HV | Mauricio Wright    |                  |         |            |
|    | TV | Floyd Guthrie      |                  |         |            |
|    | TV | Wílmer López       |                  |         |            |
|    | TV | Sergio Morales     |                  |         |            |
|    | TV | Roy Myers          |                  |         |            |
|    | TV | Mauricio Solís     |                  |         |            |
|    | TĐ | Jéwisson Bennett   |                  |         |            |
|    | TĐ | Rolando Fonseca    |                  |         |            |
|    | TĐ | Hernán Medford     |                  |         |            |
|    | TĐ | Carlos Wanchope    |                  |         |            |

### El Salvador
Huấn luyện viên: José Omar Pastoriza
| Số | Vt | Cầu thủ                  | Ngày sinh (tuổi) | Số trận | Câu lạc bộ            |
| -- | -- | ------------------------ | ---------------- | ------- | --------------------- |
|    | TM | Raul Garcia              |                  |         | C.D. Águila           |
|    | TM | Adolfo Menéndez          |                  |         | C.D. FAS              |
|    | HV | Leonel Cárcamo           |                  |         | C.D. Luis Ángel Firpo |
|    | TĐ | Raúl Díaz Arce           |                  |         | C.D. Luis Ángel Firpo |
|    | TĐ | Ronald Cerritos          |                  |         | AD El Transito        |
|    | HV | Jorge Humberto Rodríguez |                  |         | C.D. FAS              |
|    | TV | Mauricio Cienfuegos      |                  |         | C.D. Luis Ángel Firpo |

## Bảng B

### Guatemala
Huấn luyện viên: Jorge Roldán
| Số | Vt | Cầu thủ            | Ngày sinh (tuổi)            | Số trận | Câu lạc bộ         |
| -- | -- | ------------------ | --------------------------- | ------- | ------------------ |
|    | TM | Edgar Estrada      | 16 tháng 11, 1967 (28 tuổi) | 0       | CSD Comunicaciones |
|    | HV | Julio Girón        | 2 tháng 3, 1970 (25 tuổi)   | 3       | Aurora FC          |
|    | HV | Iván León          | 3 tháng 3, 1967 (28 tuổi)   | 11      | CSD Comunicaciones |
|    | HV | Erlin Luna         | 6 tháng 9, 1967 (28 tuổi)   | 1       | Guatemala          |
|    | HV | Martín Machón      | 4 tháng 2, 1973 (22 tuổi)   | 5       | CSD Comunicaciones |
|    | HV | Erick Miranda      | 17 tháng 12, 1971 (23 tuổi) | 3       | CSD Comunicaciones |
|    | HV | German Ruano       | 17 tháng 10, 1971 (24 tuổi) | 0       | CSD Municipal      |
|    | TV | Maynor Castro      | 24 tháng 2, 1972 (23 tuổi)  | 0       | Guatemala          |
|    | TV | Juan Manuel Funes  | 16 tháng 5, 1966 (29 tuổi)  |         | CSD Municipal      |
|    | TV | Engelver Herrera   | 11 tháng 5, 1973 (22 tuổi)  | 0       | CSD Comunicaciones |
|    | TV | Carlos Lemus       | 17 tháng 6, 1974 (21 tuổi)  | 0       | Guatemala          |
|    | TV | Jorge Rodas        | 9 tháng 10, 1971 (24 tuổi)  | 2       | CSD Comunicaciones |
|    | TV | Edgar Valencia     | 31 tháng 3, 1971 (24 tuổi)  | 2       | CSD Municipal      |
|    | TĐ | Edgar Arriaza      | 16 tháng 4, 1968 (27 tuổi)  |         | Guatemala          |
|    | TĐ | Sergio Díaz        |                             |         | Guatemala          |
|    | TĐ | Roberto Montepeque |                             |         | Guatemala          |
|    | TĐ | Julio Rodas        | 9 tháng 12, 1966 (28 tuổi)  |         | C.D. FAS           |

### Honduras
Huấn luyện viên: Carlos Cruz Carranza
| Số | Vt | Cầu thủ                  | Ngày sinh (tuổi)            | Số trận | Câu lạc bộ      |
| -- | -- | ------------------------ | --------------------------- | ------- | --------------- |
|    | TM | Wilmer Cruz              | 18 tháng 12, 1965 (29 tuổi) |         | Motagua         |
|    | TM | Milton Flores            | 5 tháng 12, 1974 (20 tuổi)  |         | Real España     |
|    | HV | Hernaín Arzú             | 13 tháng 10, 1967 (28 tuổi) |         | Motagua         |
|    | HV | Arnold Cruz              | 22 tháng 12, 1970 (24 tuổi) |         | Toluca          |
|    | HV | Raúl Martínez Sambulá    | 14 tháng 3, 1963 (32 tuổi)  |         | Victoria        |
|    | HV | Norberto Martínez        | 6 tháng 6, 1966 (29 tuổi)   |         | Olimpia         |
|    | HV | José Alberto Fernández   | 29 tháng 11, 1970 (24 tuổi) |         | Olimpia         |
|    | HV | Rudy Williams            | 25 tháng 8, 1965 (30 tuổi)  |         | Olimpia         |
|    | HV | Basilio Zapata           | 16 tháng 5, 1966 (29 tuổi)  |         |                 |
|    | TV | José Gregorio Álvarez    | 18 tháng 4, 1970 (25 tuổi)  |         |                 |
|    | TV | Nahamán González         | 23 tháng 6, 1967 (28 tuổi)  |         | Alajuelense     |
|    | TV | Amado Guevara            | 2 tháng 5, 1976 (19 tuổi)   |         | Real Valladolid |
|    | TV | Rodolfo Richardson Smith | 24 tháng 2, 1963 (32 tuổi)  |         | Real España     |
|    | TV | Christian Santamaría     | 20 tháng 12, 1972 (22 tuổi) |         | Olimpia         |
|    | TV | José Ramón Romero        | 3 tháng 3, 1973 (22 tuổi)   |         | Real España     |
|    | TV | Víctor Martín Castro     |                             |         |                 |
|    | TV | Édgar Sierra             | 23 tháng 6, 1973 (22 tuổi)  |         |                 |
|    | TĐ | Milton Núñez             | 31 tháng 10, 1972 (23 tuổi) |         | Comunicaciones  |
|    | TĐ | Dennis Piedy             |                             |         |                 |
|    | TĐ | Nicolás Suazo            | 9 tháng 1, 1965 (30 tuổi)   |         | Herediano       |
|    | TĐ | Jorge Ernesto Pineda     | 26 tháng 11, 1964 (31 tuổi) |         | Vida            |
|    | TĐ | Carlos Pavón             | 9 tháng 10, 1973 (22 tuổi)  |         | San Luis        |

### Panama
Huấn luyện viên: César Maturana